# Лозове (Ічнянський район)
Лозове — колишнє село в Україні, у Ічнянському районі Чернігівської області. Підпорядковувалось Іваницькій селищній раді.
Розташовувалося за 4 км на схід від Іваниці, на висоті бл.160 м над рівнем моря.
Найімовірніше, виникло у 1920-х роках. Фігурувало як Жовтневий, віддалені частини як Лазові.
Станом на 1986 рік у селі ніхто не проживав.
22 березня 1991 року Чернігівська обласна рада зняла село з обліку.
Сьогодні територія колишнього села нерозорана, однак на місцевості сліди села практично непомітні. Неподалік серед полів збереглося кладовище зниклого села. 